# Joachim Ouédraogo
Joachim Ouédraogo (né le 18 mars 1962 à Rouko) est un évêque catholique burkinabé, depuis 2011 il est l'évêque de Koudougou.

## Biographie
Joachim Ouédraogo est né le 18 mars 1962 à Rouko, dans le diocèse de Ouahigouya, au Burkina Faso. Après des études au petit séminaire, il poursuit sa formation au séminaire Saint-Jean Baptiste de Ouagadougou, puis au séminaire de Koumi à Bobo-Dioulasso. Désireux d'approfondir sa connaissance théologique, il se rend à Rome où il obtient une licence en théologie spirituelle au Teresianum.
Ordonné prêtre le 6 juillet 1991, il est incardiné dans le diocèse de Ouahigouya. Ses premières missions le conduisent à Kongoussi, où il exerce en tant que vicaire paroissial et responsable des vocations de 1991 à 1994. Il devient ensuite professeur au petit séminaire Notre-Dame d'Afrique de Koudougou de 1994 à 1995, avant de servir comme secrétaire de l'épiscopat de Ouahigouya de 1995 à 1998.
C'est en 1998 qu'il va à Rome pour des études. En 2000, à son retour, il est nommé curé de la paroisse de Gourcy et président du Conseil diocésain de l'enseignement catholique pour la période 2000 à 2001.
À partir 2001, Joachim Ouédraogo occupe le poste de recteur du petit séminaire Notre-Dame de Nazareth à Ouahigouya et remplit également les fonctions de vicaire général du diocèse.

### Episcopat
Le 20 novembre 2004, le pape Jean-Paul II le nomme évêque de Dori. L'évêque de Ouahigouya, Philippe Ouédraogo, lui confère l'ordination épiscopale le 19 mars 2005 ; les co-consécrateurs sont l'archevêque de Koupéla, Séraphin François Rouamba, et l'archevêque de Bobo-Dioulasso, Paul Yemboaro Ouédraogo.
Le 4 novembre 2011, le pape Benoît XVI le nomme évêque du diocèse de Koudougou. Il était lors l'administrateur apostolique du même diocèse,. L'inauguration a eu lieu le 17 décembre 2011,.